# Isskåp

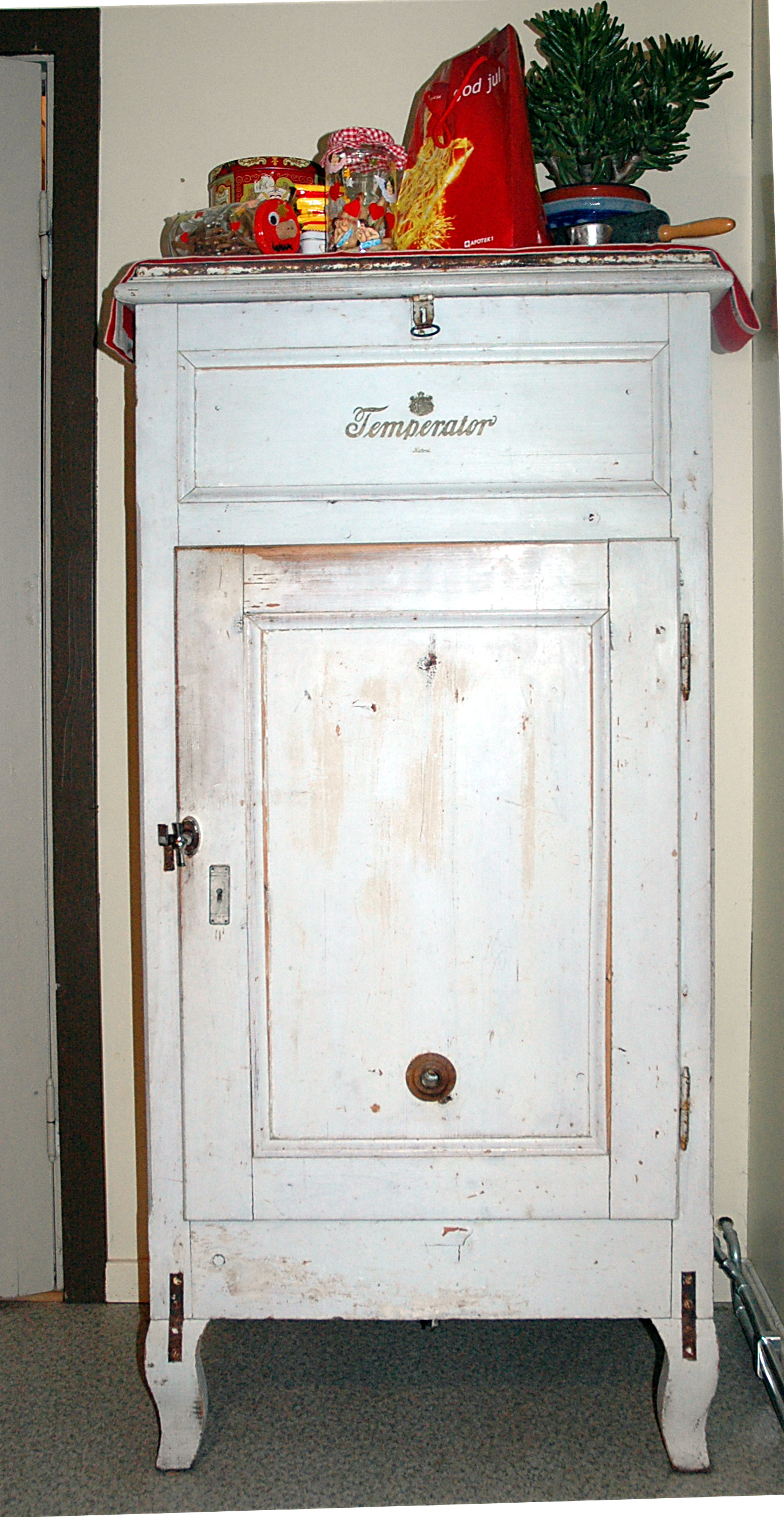
Isskåp med dörrar

Isskåp var ett förvaringsskåp för livsmedel och som med hjälp av isblock höll drycker och matvaror kalla. Isskåpen var vanliga i hushåll under 1800-talet och första hälften av 1900-talet, och ersattes därefter av kylskåp.
Isen sågades vintertid upp ur sjöar. Isen lades sedan i enorma högar – omväxlande kallade isdösar, isstackar eller ishögar – som man täckte med tjocka lager isolerande sågspån. Detta räckte för att bevara isen under hela året. Isblocken levererades därefter till hemmen av iskarlar.
Isskåp var ofta 1–1,5 meter höga, öppnades med ett lock eller med dörrar samt hade dubbla väggar och zinkplåt invändigt. Ofta var mellanrummet i väggarna fyllt med lågkonduktiva ämnen. Isen lades in längst ner eller bredvid den avdelning av skåpet där matvarorna befann sig. Smältvattnet från isen rann ut genom ett rör.
I senare modeller placerades isrummet ovanpå utrymmet där varorna förvarades. Smältvattnet rann då ned i kanaler mellan de dubbla väggarna. En sådan anordning var mer effektiv ur ett termiskt perspektiv.

## Galleri

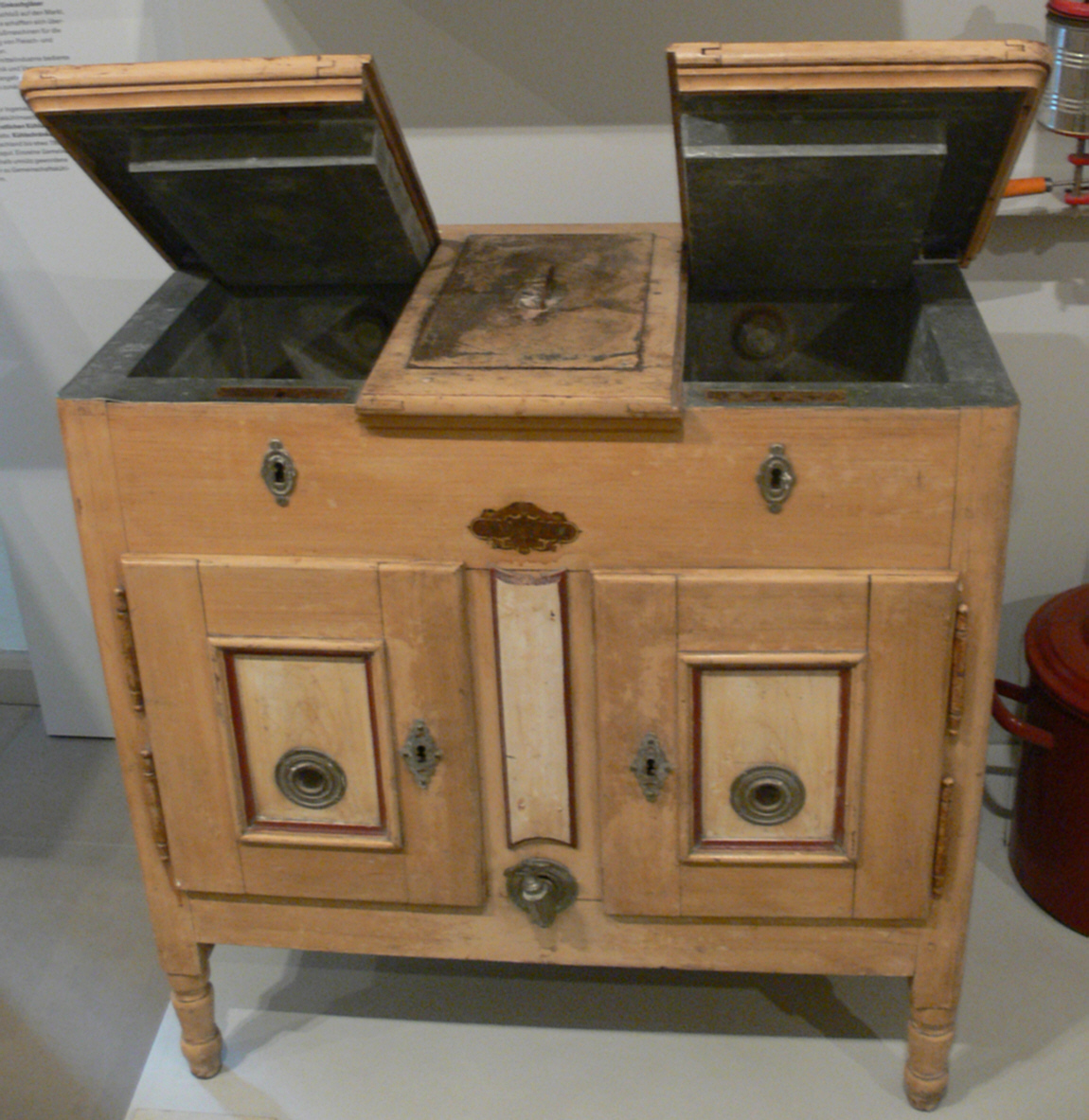
Isskåp med lock
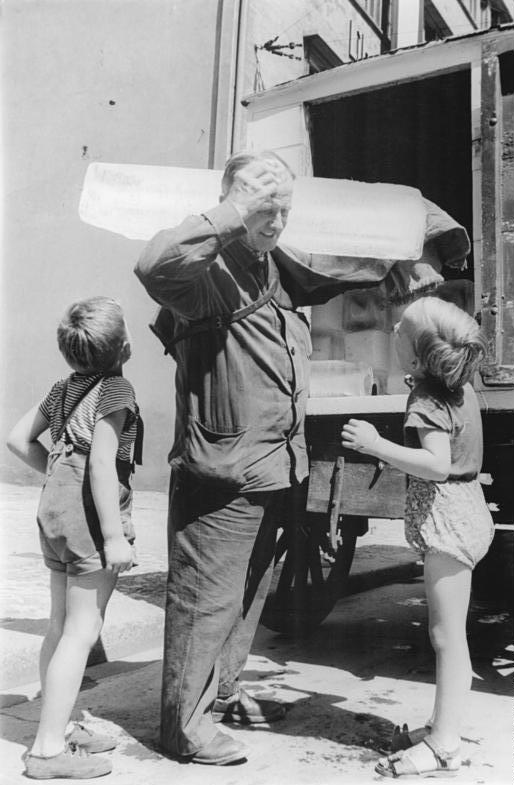
Barn och iskarl i Berlin, 6 juli 1957
Isskåp - Hallwylska museet